# Судхір Гупта
Судхір Гупта (нар. 12 листопада 1958 року, Нью-Делі) — нідерландський і російський інженер-хімік, підприємець індійського походження, кандидат сільськогосподарських наук. Відомий як засновник шинного холдингу Amtel-Vredestein. Голова Ради директорів корпорації «Amtel», Почесний консул України в Сінгапурі.

## Біографія
Судхір Гупта народився 12 листопада 1958 році в Нью-Делі, Індія.
У 1977 році закінчив коледж ім. Дж. Неру в місті Нью-Делі. Присвоєно звання бакалавра за спеціальністю «хімія, математика і біологія». Здобувши середню освіту в Індії, Судхір Гупта за програмою національної стипендії вступив до Університету дружби народів ім. Патріса Лумумби.
У 1983 році закінчив сільськогосподарський факультет Університету дружби народів ім. Патріса Лумумби з червоним дипломом за фахом «Агрономія», після чого вступив до аспірантури університету. В аспірантурі РУДН навчався в 1983—1986 роках. Захистив кандидатську дисертацію, отримавши звання кандидата сільськогосподарських наук за спеціальністю «хімія». Після цього виїхав з Радянського Союзу на стажування в Токіо. У 1986 році проходив стажування по спеціальності «фінанси і менеджмент» в Міжнародному Токійському інституті.
У 2006 році Судхір Гупта став засновником вісімдесяти іменних стипендій для студентів Університету дружби народів ім. Патріса Лумумби по 3000 рублів на місяць на суму 2 880 000 руб.

### Створення Amtel
Відвідавши країни Південно-Східної Азії, з деякими з яких у СРСР були інтенсивні економічні зв'язки, Гупта вирішує зайнятися бізнесом і в 1987 реєструє в Сінгапурі компанію Amtel. В кінці 1980-х — початку 1990-х компанія займалася поставками натурального каучуку в СРСР. Після розпаду планової системи постачання, нові умови роботи з російськими шинними компаніями (бартер) стали невигідними і Гупта відмовляється від цієї діяльності.

### Діяльність в 1990-і
Залишивши каучуковий бізнес, Судхір Гупта з сім'єю переїхав до Нідерландів, де зареєстрував Amtel Holdings Holland, але продовжував займатися підприємницькою діяльністю в Росії: імпортом комп'ютерних комплектуючих, виробництвом соків, лікеро-горілчаних виробів, торгівлею чаєм, банківською діяльністю. До кінця 1998 Гупта вийшов з усіх цих проектів і зосередився на шинному бізнесі. В середині 1990-х років компанія побудувала комплекс продовольчих заводів з розливу соків, виробництва упаковок з сучасним технологічним обладнанням Tetra Pack, BOSCH, Vir Mauri в місті Корольові Московської області.

### Amtel-Vredestein
Створювати шинний холдинг Судхір Гупта почав в кінці 1990-х років. В цілому в складі групи «Амтел» в різний час перебувало близько десятка підприємств в Росії, в Україні і в Нідерландах. Контроль над ключовими російськими активами був встановлений в 1999—2002 роках, управління ними здійснювала російська компанія «Амтелшинпром». Після поглинання в 2005 голландського виробника шин Vredestein Banden, шинний холідінг був перейменований в «Amtel-Vredestein». До осені 2006 року його основним акціонером був Amtel Holdings Holland, компанія Судхіра Гупти. Гупта очолював раду директорів «Amtel-Vredestein» з моменту утворення компанії до серпня 2007 року.
На початку 2007 року було оголошено, що Гупта, спільно з сінгапурською компанією Ascott Group планує займатися в Росії девелоперським бізнесом — будівництвом готелів.
У 2000 році був призначений Почесним консулом України в Сінгапурі.

## Нагороди
- орден Дружби (12 травня 2000 року, Росія) — за заслуги перед державою, високі досягнення у виробничій діяльності і великий внесок у зміцнення дружби і співпраці між народами[4];
- орден «За заслуги» III ступеня (25 грудня 2001 року, Україна) — за значний особистий внесок у розбудову дружніх відносин між Республікою Сінгапур та Україною[5];